# Латвійсько-естонська баскетбольна ліга
Латвійсько-Естонська баскетбольна ліга (латис. Latvijas—Igaunijas basketbola līga, ест. Eesti-Läti Korvpalliliiga) є найвищою професійною чоловічою клубною баскетбольною лігою в Латвії та Естонії. Проводиться з 2018 року під керівництвом Латвійської баскетбольної асоціації та Естонської баскетбольної асоціації.

## Призери

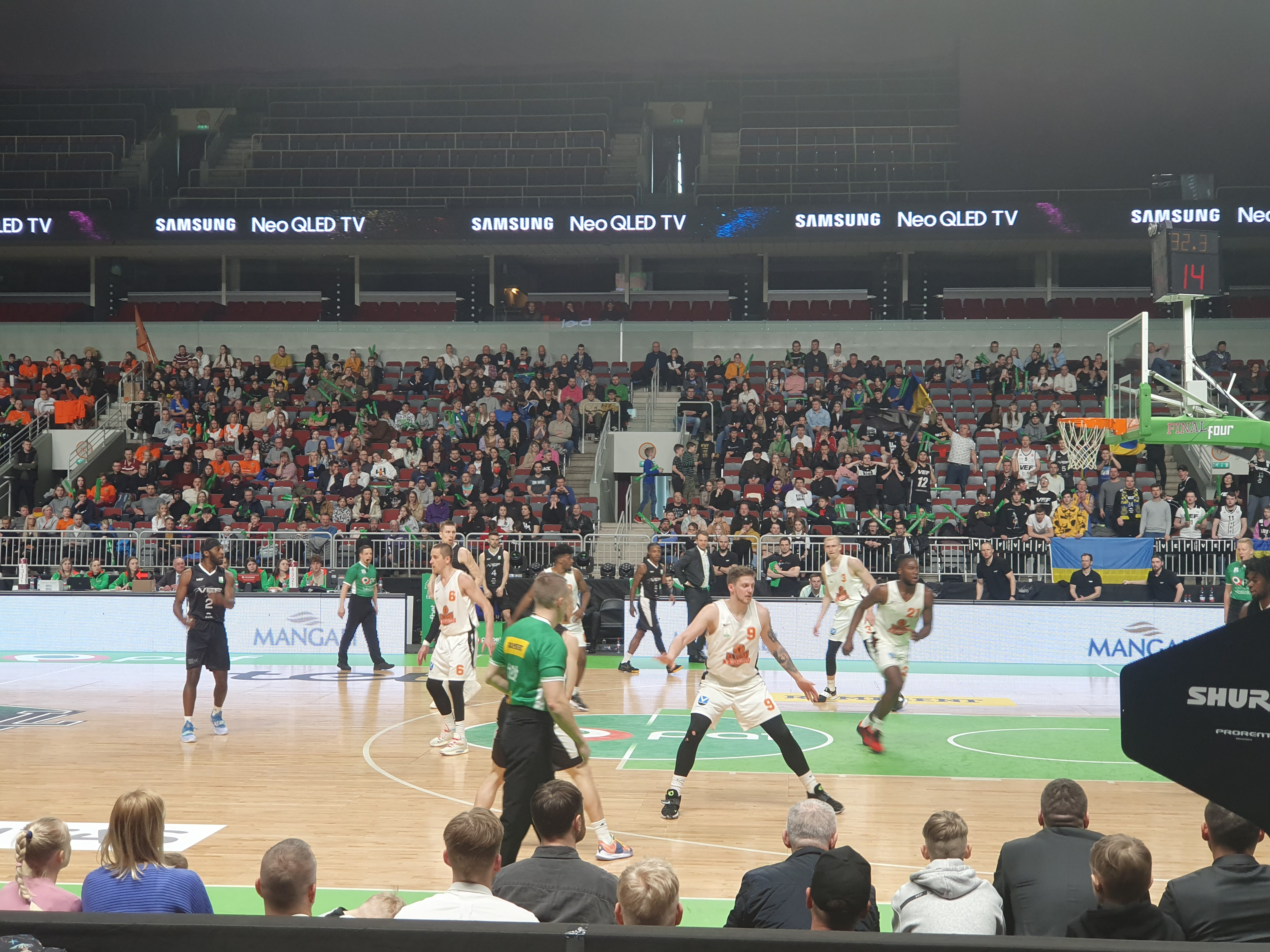
Фінальна гра сезону 2021/22 BK VEF Rīga — BK Ogre.

| Сезон   | Переможець регулярного чемпіонату |                                 | Чемпіон                         | Рахунок                         | Віце-чемпіон                    |                                 | 3 місце                         | Рахунок                         | 4 місце                         |                                 | MVP                             |                                 |
| 2018–19 | «Вентспілс» (27–1)                | «Вентспілс»                     | 102–80                          | ВЕФ (Рига)                      | «Калев»                         | 87–85                           | «Огре»                          | Ріхардс Ломажс                  |                                 |                                 |                                 |                                 |
| 2019–20 | Не проводився через коронавірус   | Не проводився через коронавірус | Не проводився через коронавірус | Не проводився через коронавірус | Не проводився через коронавірус | Не проводився через коронавірус | Не проводився через коронавірус | Не проводився через коронавірус | Не проводився через коронавірус | Не проводився через коронавірус | Не проводився через коронавірус | Не проводився через коронавірус |
| 2020–21 | ВЕФ (Рига) (23–2)                 | «Калев»                         | 86–75                           | ВЕФ (Рига)                      | «Огре»                          | 75–73                           | «Рапла»                         | Моріс Кемп                      |                                 |                                 |                                 |                                 |
| 2021–22 | ВЕФ (Рига) (23–3)                 | ВЕФ (Рига)                      | 95–64                           | «Віймсі»                        | «Пярну»                         | 84–77                           | «Огре»                          | Джален Райлі                    |                                 |                                 |                                 |                                 |
| 2022–23 | «Прометей» (29–1)                 | «Прометей»                      | 77–62                           | ВЕФ (Рига)                      | «Тарту»                         | 63–60                           | «Калев»                         | Джиан Клавелл                   |                                 |                                 |                                 |                                 |
| 2023-24 | «БК Калев/Крамо» (29–1)           | «Прометей»                      | 93–81                           | «БК Калев/Крамо»                | «ВЕФ (Рига)»                    | 84–76                           | «БК Вентспілс»                  | Джиан Клавелл                   |                                 |                                 |                                 |                                 |